# Triple saut féminin aux championnats du monde d'athlétisme 2019
Pour un article plus général, voir Championnats du monde d'athlétisme 2019.
Navigation
Londres 2017 Eugene 2022
L'épreuve du triple saut féminin des championnats du monde de 2019 se déroule les 3 et 5 octobre 2019 dans le Khalifa International Stadium, au Qatar. 

## Critères de qualification
Pour se qualifier pour les championnats, il faut avoir franchi 14,20 m ou plus entre le 7 septembre 2018 et le 6 septembre 2019.

## Records et performances

### Records
Les records du triple saut féminin (mondial, des championnats et continentaux) avant les championnats sont les suivants : 
| Record du monde                                                | Inessa Kravets         | 15,50 m | Göteborg, Suède                    | 10 août 1995                |
| Record des championnats                                        | Inessa Kravets         | 15,50 m | Göteborg, Suède                    | 10 août 1995                |
| Record d'Afrique                                               | Françoise Mbango Etone | 15,39 m | Pékin, Chine                       | 17 août 2008                |
| Record d'Asie                                                  | Olga Rypakova          | 15,25 m | Split, Croatie                     | 4 septembre 2010            |
| Record d'Europe                                                | Inessa Kravets         | 15,50 m | Göteborg, Suède                    | 10 août 1995                |
| Record d'Amérique du Nord, d'Amérique centrale et des Caraïbes | Yamilé Aldama          | 15,29 m | Rome, Italie                       | 11 juillet 2003             |
| Record d'Amérique du Sud                                       | Yulimar Rojas          | 15,41 m | Andújar, Espagne                   | 6 septembre 2019            |
| Record d'Océanie                                               | Nicole Mladenis        | 14,04 m | Hobart, Australie Perth, Australie | 9 mars 2002 7 décembre 2003 |

### Meilleures performances de l'année 2019
Les dix meilleures performeuses de l'année 2019 avant les championnats sont :
| 1  | Yulimar Rojas         | Venezuela  | 15,41 m | Andújar           | 6 septembre 2019 |
| 2  | Shanieka Ricketts     | Jamaïque   | 14,93 m | Zurich            | 29 août 2019     |
| 3  | Caterine Ibargüen     | Colombie   | 14,89 m | Lausanne          | 5 juillet 2019   |
| 4  | Liadagmis Povea       | Cuba       | 14,77 m | Lausanne          | 5 juillet 2019   |
| 5  | Keturah Orji          | États-Unis | 14,72 m | Paris             | 24 août 2019     |
| 6  | Darya Nidbaykina      | Russie     | 14,64 m | Joukovski         | 22 juin 2019     |
| 7  | Kristin Gierisch      | Allemagne  | 14,61 m | Garbsen           | 2 juin 2019      |
| 8  | Ana Peleteiro         | Espagne    | 14,59 m | Paris             | 24 août 2019     |
| 9  | Paraskeví Papahrístou | Grèce      | 14,51 m | Lausanne          | 5 juillet 2019   |
| 10 | Diana Zagainova       | Lituanie   | 14,43 m | La Chaux-de-Fonds | 30 juin 2019     |

## Résultats

### Médaillés
| Or            | Argent            | Bronze            |
| Yulimar Rojas | Shanieka Ricketts | Caterine Ibargüen |

### Finale
| Rang               | Athlète           | Pays       | Essais  | Essais  | Essais  | Essais  | Essais  | Essais  | Marque  | Notes |
| Rang               | Athlète           | Pays       | 1       | 2       | 3       | 4       | 5       | 6       | Marque  | Notes |
| ------------------ | ----------------- | ---------- | ------- | ------- | ------- | ------- | ------- | ------- | ------- | ----- |
| Médaille d'or      | Yulimar Rojas     | Venezuela  | 14,87 m | 15,37 m | x       | 15,18 m | 14,77 m | x       | 15,37 m |       |
| Médaille d'argent  | Shanieka Ricketts | Jamaïque   | 14,81 m | 14,76 m | 14,92 m | 14,72 m | 14,85 m | x       | 14,92 m |       |
| Médaille de bronze | Caterine Ibargüen | Colombie   | 14,16 m | x       | 14,40 m | 14,46 m | 14,73 m | 14,47 m | 14,73 m |       |
| 4                  | Kimberly Williams | Jamaïque   | 14,64 m | 14,64 m | 14,53 m | x       | x       | 14,17 m | 14,64 m | PB    |
| 5                  | Olha Saladukha    | Ukraine    | 14,52 m | 14,40 m | x       | 12,34 m | 14,25 m | 14,05 m | 14,52 m | SB    |
| 6                  | Ana Peleteiro     | Espagne    | 14,47 m | 13,41 m | x       | 14,27 m | 14,20 m | 14,20 m | 14,47 m |       |
| 7                  | Keturah Orji      | États-Unis | X       | 14,46 m | x       | 14,37 m | 14,24 m | 14,45 m | 14,46 m |       |
| 8                  | Patrícia Mamona   | Portugal   | 14,40 m | 14,34 m | 14,30 m | 14,17 m | x       | x       | 14,40 m |       |
| 9                  | Tori Franklin     | États-Unis | 14,07 m | x       | 14,08 m |         |         |         | 14,08 m |       |
| 10                 | Rouguy Diallo     | France     | x       | x       | 14,08 m |         |         |         | 14,08 m |       |
| 11                 | Elena Panțuroiu   | Roumanie   | 14,07 m | x       | x       |         |         |         | 14,07 m |       |
| 12                 | Kristiina Mäkelä  | Finlande   | 13,81 m | 13,99 m | 13,74 m |         |         |         | 13,99 m |       |

### Qualifications
| Rang | Groupe | Nom                   | Nationalité | Essai 1 | Essai 2 | Essai 3 | Marque | Notes |
| ---- | ------ | --------------------- | ----------- | ------- | ------- | ------- | ------ | ----- |
| 1    | A      | Shanieka Ricketts     | Jamaïque    | 14.42   |         |         | 14.42  | Q     |
| 2    | A      | Caterine Ibargüen     | Colombie    | 13.97   | 14.32   |         | 14.32  | Q     |
| 3    | A      | Olha Saladukha        | Ukraine     | x       | x       | 14.32   | 14.32  | Q     |
| 4    | B      | Yulimar Rojas         | Venezuela   | x       | 14.31   |         | 14.31  | Q     |
| 5    | A      | Keturah Orji          | États-Unis  | 14.30   |         |         | 14.30  | Q     |
| 6    | A      | Kristiina Mäkelä      | Finlande    | 14.26   | 14.10   | 14.06   | 14.26  | q     |
| 7    | B      | Rouguy Diallo         | France      | 14.25   | 14.04   | x       | 14.25  | q     |
| 8    | B      | Ana Peleteiro         | Espagne     | 14.11   | 14.23   | -       | 14.23  | q     |
| 9    | B      | Tori Franklin         | États-Unis  | 14.23   | x       | 13.86   | 14.23  | q     |
| 10   | A      | Patrícia Mamona       | Portugal    | 14.21   | 11.95   | 14.18   | 14.21  | q     |
| 11   | B      | Kimberly Williams     | Jamaïque    | 14.20   | 13.75   | 13.73   | 14.20  | q     |
| 12   | B      | Andreea Panturoiu     | Roumanie    | x       | 14.12   | 14.02   | 14.12  | q     |
| 13   | B      | Olga Rypakova         | Kazakhstan  | 14.09   | 14.05   | x       | 14.09  |       |
| 14   | B      | Dovilė Dzindzaletaitė | Lituanie    | 14.01   | 14.09   | 12.62   | 14.09  |       |
| 15   | B      | Liadagmis Povea       | Cuba        | 14.01   | 14.08   | 13.98   | 14.08  |       |
| 16   | A      | Gabriela Petrova      | Bulgarie    | 13.84   | 13.98   | x       | 13.98  |       |
| 17   | B      | Ottavia Cestonaro     | Italie      | x       | 13.97   | x       | 13.97  |       |
| 18   | A      | Evelise Veiga         | Portugal    | 13.48   | 13.89   | 13.58   | 13.89  |       |
| 19   | B      | Yosiris Urrutia       | Colombie    | x       | 13.77   | 13.73   | 13.77  |       |
| 20   | B      | Susana Costa          | Portugal    | 13.71   | 13.77   | 13.65   | 13.77  |       |
| 21   | A      | Iryna Vaskouskaya     | Biélorussie | 13.67   | 13.57   | 12.48   | 13.67  |       |
| 22   | A      | Diana Zagainova       | Lituanie    | 13.58   | x       | 13.64   | 13.64  |       |
| 23   | A      | Patricia Sarrapio     | Espagne     | 13.58   | 13.40   | 13.46   | 13.58  |       |
| 24   | A      | Liuba Maria Zaldivar  | Équateur    | 13.48   | 13.56   | 13.16   | 13.56  |       |
| 25   | B      | Anna Krasutska        | Ukraine     | 13.16   | 13.14   | 13.09   | 13.16  |       |
| 26   | B      | Aleksandra Nacheva    | Bulgarie    | 13.05   | x       | 12.71   | 13.05  |       |
| -    | A      | Yanis David           | France      |         |         |         | DNS    |       |
| -    | A      | Thea LaFond           | Dominique   |         |         |         | DNS    |       |

## Légende
Records et Performances
- AR : Record continental (area record)
- CR : Record des championnats (championship record)
- MR : Record du meeting (meet record)
- NR : Record national (national record)
- OR : Record olympique (olympic record)
- PR : Record paralympique (paralympic record)
- PB : Record personnel (personal best)
- SB : Meilleure performance personnelle de la saison (season's best)
- WL : Meilleure performance mondiale de l'année (world leader)
- WJR : Record du monde junior (world junior record)
- WR : Record du monde (world record)

Circonstances et Conditions
- DNF : N'a pas terminé (did not finish)
- DNS : N'a pas pris le départ (did not start)
- DQ : Disqualification (disqualification)
- NM : Aucun essai valable enregistré (No Mark)
- Q : Qualifié « directement » au prochain tour (ou à la prochaine compétition), lors d'une compétition majeure, grâce au classement ou à la réalisation des minima (automatic qualifier)
- q : Qualifié au prochain tour (ou à la prochaine compétition), lors d'une compétition majeure, grâce au repêchage ou à la réalisation de l'une des meilleures performances parmi celles des « non qualifiés directement » (grâce au meilleur temps ou à la meilleure distance par exemple) (secondary qualifier)